# Caristius
Caristius is een geslacht van straalvinnige vissen uit de familie van caristiden (Caristiidae). Het geslacht is voor het eerst wetenschappelijk beschreven in 1905 door Gill & Smith.

## Soorten
- Caristius fasciatus (Borodin, 1930)
- Caristius japonicus Gill & Smith, 1905
- Caristius macropus (Bellotti, 1903)